# Aname hirsuta
Aname hirsuta är en spindelart som beskrevs av William Joseph Rainbow och Robert Henry Pulleine 1918. Aname hirsuta ingår i släktet Aname och familjen Nemesiidae.
Artens utbredningsområde är Sydaustralien. Inga underarter finns listade i Catalogue of Life.